# ك. دبليو. بيشوب
ك. دبليو. بيشوب (بالإنجليزية: C. W. Bishop) هو مدير ولاعب كرة قاعدة وخياط ولاعب كرة قدم أمريكية وسياسي أمريكي، ولد في 29 يونيو 1890 في الولايات المتحدة، وتوفي في 21 سبتمبر 1971 في ماريون في الولايات المتحدة. حزبياً، نشط في الحزب الجمهوري. وقد انتخب عضو مجلس النواب الأمريكي.